# ピャスト

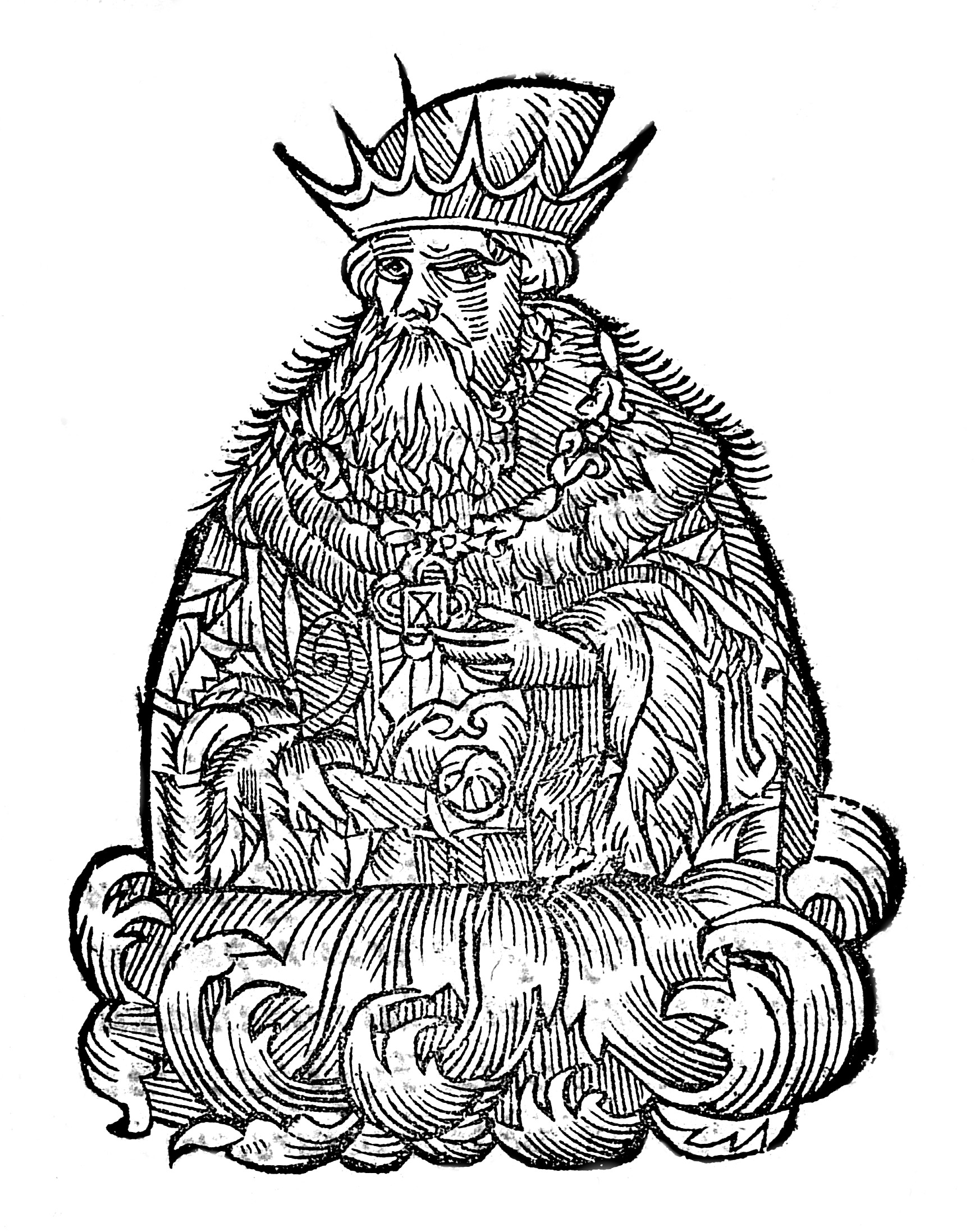
ピャスト（アレッサンドロ・グアグニーニ画、1581年）

ピャスト（ポーランド語: Piast）は、9世紀ポーランドの伝説的な君主。ピャスト家の祖。ホシチシュコの長男。ミェシュコ1世の高祖父にあたるとされる。通称車大工のピャスト（ポーランド語: Piast Kołodziej）。
年代記によると、息子シェモヴィトの7歳の誕生日に二人の異邦人がピャストを訪れ、シェモヴィトの誕生日を祝いたいと申し出た。ピャストはこれを受け入れ、共に息子の誕生日を祝った。返礼として異邦人たちは呪文を唱え、その結果ピャストの家の蔵は食べ物で満ち溢れるようになり、飢えとは無縁になったという。
この不思議な光景を見た仲間たちがポピエル亡き後の支配者の座にピャストを選んだという。